# Don Gibson
Pour l’article homonyme, voir Gibson.
Donald Eugene Gibson, né le 3 avril 1928 et mort le 17 novembre 2003, est un compositeur-interprète américain de musique country. Son nom fut introduit au Country Music Hall of Fame en 2001 pour l'ensemble de sa carrière musicale.

## Biographie
Don Gibson est né à Shelby, Caroline du Nord, dans une famille de classe moyenne. Il monte son premier groupe Sons of the Soil assez jeune et enregistre avec eux son premier titre en 1948. En 1957, il se rend à Nashville pour enregistrer Oh Lonesome Me et I Can't Stop Loving You pour la Radio Corporation of America. L'enregistrement devient un hit des classements pop et country.
Oh Lonesome Me est le premier d'une série de succès dont Blue Blue Day qui sera numéro 1 en 1958. Suivent Look Who's Blue (1958), Don't Tell Me Your Troubles (1959), Sea of Heartbreak (1961), Lonesome No. 1, I Can Mend Your Broken Heart (1962), et Woman (Sensuous Woman), un autre numéro 1 en 1972.
Gibson enregistre une série de duos avec Dottie West à la fin des années 1960 et au début des années 1970. Leurs plus grands succès sont Rings of Gold (1969) et There's a Story Goin' Round (1970). West et Gibson sortent un album ensemble en 1969, nommé Dottie and Don. Gibson enregistre également plusieurs duos avec Sue Thompson dont les titres I Think They Call It Love (1972), Good Old Fashioned Country Love (1974) et Oh, How Love Changes (1975).
Compositeur de talent, Gibson est surnommé The Sad Poet à cause de ses nombreuses chansons parlant de la solitude et de l'amour perdu. Sa chanson I Can't Stop Loving You a été reprise par plus de 700 artistes, dont Ray Charles en 1962. Il a également écrit et enregistré Sweet Dreams, une chanson qui devient en 1963 un succès à travers la voix de Patsy Cline. Roy Orbison est un grand fan de l'écriture de Gibson et, en 1967, il enregistre un album nommé Roy Orbison Sings Don Gibson.
Après sa mort en 2003, l'artiste a été enterré dans le Sunset Cemetery de Shelby, sa ville natale.

## Discographie

### Albums
| Année | Album                                      | Positions  | Positions | Label       |
| Année | Album                                      | US Country | US        | Label       |
| ----- | ------------------------------------------ | ---------- | --------- | ----------- |
| 1958  | Songs by Don Gibson                        | —          | —         | Lion        |
| 1958  | Oh Lonesome Me                             | —          | —         | RCA         |
| 1959  | No One Stands Alone                        | —          | —         | RCA         |
| 1959  | That Gibson Boy                            | —          | —         | RCA         |
| 1960  | Look Who's Blue                            | —          | —         | RCA         |
| 1960  | Sweet Dreams                               | —          | —         | RCA         |
| 1961  | Girls, Guitars and Gibson                  | —          | —         | RCA         |
| 1962  | Some Favorites of Mine                     | —          | —         | RCA         |
| 1964  | I Wrote a Song                             | 14         | 134       | RCA         |
| 1964  | God Walks These Hills                      | —          | —         | RCA         |
| 1965  | A Blue Million Tears                       | —          | —         | RCA         |
| 1965  | The Best of Don Gibson                     | —          | —         | RCA         |
| 1965  | Too Much Hurt                              | 13         | —         | RCA         |
| 1966  | Don Gibson with Spanish Guitars            | 4          | —         | RCA         |
| 1966  | Great Country Songs                        | 14         | —         | RCA         |
| 1967  | All My Love                                | 19         | —         | RCA         |
| 1968  | The King of Country Soul                   | 21         | —         | RCA         |
| 1968  | More Country Soul                          | 26         | —         | RCA         |
| 1969  | Dottie and Don (avec Dottie West)          | 21         | —         | RCA         |
| 1969  | Don Gibson Sings All-Time Country Gold     | 17         | —         | RCA         |
| 1970  | The Best of Don Gibson 2                   | —          | —         | RCA         |
| 1970  | Hits, The Don Gibson Way                   | 39         | —         | Hickory     |
| 1970  | A Perfect Mountain                         | —          | —         | Hickory     |
| 1971  | Hank Williams as Sung by Don Gibson        | —          | —         | Hickory     |
| 1971  | Country Green                              | 17         | —         | Hickory     |
| 1972  | Woman (Sensuous Woman)                     | 16         | —         | Hickory     |
| 1972  | The Two of Us Together (avec Sue Thompson) | —          | —         | Hickory     |
| 1973  | Touch the Morning / That's What I'll Do    | 26         | —         | Hickory/MGM |
| 1974  | Snap Your Fingers                          | 21         | —         | Hickory/MGM |
| 1974  | The Very Best of Don Gibson                | 30         | —         | Hickory/MGM |
| 1974  | Bring Back Your Love to Me                 | 38         | —         | Hickory/MGM |
| 1975  | I'm the Loneliest Man                      | 47         | —         | Hickory/MGM |
| 1975  | Oh, How Love Changes (avec Sue Thompson)   | 43         | —         | Hickory/MGM |
| 1975  | Don't Stop Loving Me                       | —          | —         | Hickory/MGM |
| 1977  | I'm All Wrapped Up in You                  | —          | —         | Hickory/MGM |
| 1977  | If You Ever Get to Houston                 | —          | —         | Hickory/MGM |
| 1978  | Starting All Over Again                    | —          | —         | Hickory/MGM |
| 1978  | Look Who's Blue                            | —          | —         | Hickory/MGM |

### Singles
| Année | Single                                                | Positions  | Positions | Positions   | Album                                   |
| Année | Single                                                | US Country | US        | CAN Country | Album                                   |
| ----- | ----------------------------------------------------- | ---------- | --------- | ----------- | --------------------------------------- |
| 1956  | "Sweet Dreams"                                        | 9          | —         | —           | single only                             |
| 1958  | "Oh Lonesome Me"                                      | 1          | 7         | —           | Oh Lonesome Me                          |
| 1958  | "I Can't Stop Loving You"                             | 7          | 81        | —           | Oh Lonesome Me                          |
| 1958  | "Blue Blue Day"                                       | 1          | 20        | —           | Oh Lonesome Me                          |
| 1958  | "Give Myself a Party"                                 | 5          | 46        | —           | singles only                            |
| 1958  | "Look Who's Blue"                                     | 8          | 58        | —           | singles only                            |
| 1959  | "Who Cares"                                           | 3          | 43        | —           | singles only                            |
| 1959  | "A Stranger to Me"                                    | 27         | —         | —           | singles only                            |
| 1959  | "Lonesome Old House"                                  | 11         | 71        | —           | singles only                            |
| 1959  | "Don't Tell Me Your Troubles"                         | 5          | 85        | —           | singles only                            |
| 1959  | "I'm Movin' On"                                       | 14         | —         | —           | singles only                            |
| 1960  | "Big Hearted Me"                                      | 29         | —         | —           | Look Who's Blue                         |
| 1960  | "Just One Time"                                       | 2          | 29        | —           | Look Who's Blue                         |
| 1960  | "Far, Far Away"                                       | 11         | 72        | —           | Sweet Dreams                            |
| 1960  | "Sweet Dreams" (re-enregistré)                        | 6          | 93        | —           | Sweet Dreams                            |
| 1961  | "What About Me"                                       | 22         | 100       | —           | Sweet Dreams                            |
| 1961  | "Sea of Heartbreak"                                   | 2          | 21        | —           | single only                             |
| 1961  | "Lonesome Number One"                                 | 2          | 59        | —           | I Wrote a Song                          |
| 1962  | "I Can Mend Your Broken Heart"                        | 5          | 105       | —           | singles only                            |
| 1962  | "So How Come (No One Loves Me)"                       | 22         | —         | —           | singles only                            |
| 1963  | "Head Over Heels in Love with You"                    | 12         | —         | —           | singles only                            |
| 1963  | "Anything New Gets Old (Except My Love for You)"      | 22         | —         | —           | I Wrote a Song                          |
| 1964  | "Oh Such a Stranger"                                  | —          | —         | —           | I Wrote a Song                          |
| 1964  | "Cause I Believe in You"                              | 23         | —         | —           | singles uniquement                      |
| 1965  | "Again"                                               | 19         | —         | —           | singles uniquement                      |
| 1965  | "Watch Where You're Going"                            | 10         | —         | —           | singles uniquement                      |
| 1966  | "A Born Loser"                                        | 12         | —         | —           | Great Country Songs                     |
| 1966  | "(Yes) I'm Hurting"                                   | 6          | —         | —           | Great Country Songs                     |
| 1966  | "Funny, Familiar, Forgotten, Feelings"                | 8          | —         | —           | More Country Soul                       |
| 1967  | "A Lost Highway"                                      | 51         | —         | —           | Great Country Songs                     |
| 1967  | "All My Love"                                         | 23         | —         | —           | All My Love                             |
| 1968  | "Ashes of Love"                                       | 37         | —         | —           | The King of Country Soul                |
| 1968  | "Good Morning, Dear"                                  | 71         | —         | —           | The King of Country Soul                |
| 1968  | "It's a Long, Long Way to Georgia"                    | 12         | —         | 20          | More Country Soul                       |
| 1968  | "Ever Changing Mind"                                  | 30         | —         | —           | The King of Country Soul                |
| 1969  | "Solitary"                                            | 28         | —         | —           | The Best of Don Gibson 2                |
| 1969  | "I Will Always"                                       | 21         | —         | —           | singles only                            |
| 1969  | "There's a Story (Goin' 'Round)" (avec Dottie West)   | 7          | —         | —           | singles only                            |
| 1970  | "Don't Take All Your Loving"                          | 17         | —         | 31          | A Perfect Mountain                      |
| 1970  | "A Perfect Mountain"                                  | 16         | —         | —           | A Perfect Mountain                      |
| 1970  | "Someway"                                             | 37         | —         | 31          | Country Green                           |
| 1971  | "Guess Away the Blues"                                | 19         | —         | 4           | Country Green                           |
| 1971  | "(I Heard That) Lonesome Whistle"                     | 29         | —         | 29          | Hank Williams as Sung by Don Gibson     |
| 1971  | "Country Green"                                       | 5          | —         | 7           | Country Green                           |
| 1972  | "Far, Far Away" (re-enregistré)                       | 12         | —         | 6           | Woman (Sensuous Woman)                  |
| 1972  | "Woman (Sensuous Woman)"                              | 1          | —         | 1           | Woman (Sensuous Woman)                  |
| 1972  | "Is This the Best I'm Gonna Feel"                     | 11         | —         | 3           | Woman (Sensuous Woman)                  |
| 1973  | "If You're Goin' Girl"                                | 26         | —         | 9           | Touch the Morning / That's What I'll Do |
| 1973  | "Touch the Morning"                                   | 6          | —         | 5           | Touch the Morning / That's What I'll Do |
| 1973  | "That's What I'll Do"                                 | 30         | —         | 83          | Touch the Morning / That's What I'll Do |
| 1973  | "Snap Your Fingers"                                   | 12         | —         | 23          | Snap Your Fingers                       |
| 1974  | "One Day at a Time"                                   | 8          | —         | 30          | Snap Your Fingers                       |
| 1974  | "Good Old Fashioned Country Love" (avec Sue Thompson) | 31         | —         | 29          | single only                             |
| 1974  | "Bring Back Your Love to Me"                          | 9          | —         | 14          | Bring Back Your Love to Me              |
| 1975  | "I'll Sing for You"                                   | 27         | —         | —           | Bring Back Your Love to Me              |
| 1975  | "(There She Goes) I Wish Her Well"                    | 24         | —         | 48          | I'm the Loneliest Man                   |
| 1975  | "Don't Stop Loving Me"                                | 43         | —         | —           | Don't Stop Loving Me                    |
| 1975  | "I Don't Think I'll Ever (Get Over You)"              | 76         | —         | —           | Don't Stop Loving Me                    |
| 1976  | "You've Got to Stop Hurting Me Darling"               | 79         | —         | —           | Don't Stop Loving Me                    |
| 1976  | "Doing My Time"                                       | 39         | —         | —           | I'm All Wrapped Up in You               |
| 1976  | "I'm All Wrapped Up in You"                           | 23         | —         | —           | I'm All Wrapped Up in You               |
| 1977  | "Fan the Flame, Feed the Fire"                        | 30         | —         | —           | If You Ever Get to Houston              |
| 1977  | "If You Ever Get to Houston (Look Me Down)"           | 16         | —         | —           | If You Ever Get to Houston              |
| 1977  | "When Do We Stop Starting Over"                       | 67         | —         | —           | If You Ever Get to Houston              |
| 1978  | "Starting All Over Again"                             | 16         | —         | —           | Starting All Over Again                 |
| 1978  | "The Fool"                                            | 22         | —         | —           | Starting All Over Again                 |
| 1978  | "Oh, Such a Stranger"                                 | 61         | —         | —           | Look Who's Blue                         |
| 1978  | "I Love You Because"                                  | flip       | —         | —           | Look Who's Blue                         |
| 1978  | "Any Day Now"                                         | 26         | —         | 31          | Look Who's Blue                         |
| 1979  | "Forever One Day at a Time"                           | 37         | —         | 33          | singles uniquement                      |
| 1980  | "Sweet Sensuous Sensations"                           | 42         | —         | —           | singles uniquement                      |
| 1980  | "I'd Be Crazy Over You"                               | —          | —         | —           | singles uniquement                      |
| 1980  | "Love Fires"                                          | 80         | —         | —           | singles uniquement                      |

### Singles collaboratifs
| Année | Single                      | Artiste      | Positions  | Positions   | Album                  |
| Année | Single                      | Artiste      | US Country | CAN Country | Album                  |
| ----- | --------------------------- | ------------ | ---------- | ----------- | ---------------------- |
| 1969  | Rings of Gold               | Dottie West  | 2          | 1           | Dottie & Don           |
| 1969  | Sweet Memories              | Dottie West  | 32         | —           | Dottie & Don           |
| 1970  | Til I Can't Take It Anymore | Dottie West  | 46         | —           | Dottie & Don           |
| 1971  | The Two of Us Together      | Sue Thompson | 50         | —           | The Two of Us Together |
| 1972  | Did You Ever Think          | Sue Thompson | 71         | —           | The Two of Us Together |
| 1972  | I Think They Call It Love   | Sue Thompson | 37         | —           | The Two of Us Together |
| 1972  | Cause I Love You            | Sue Thompson | 64         | —           | The Two of Us Together |
| 1973  | Go with Me                  | Sue Thompson | 52         | 49          | The Two of Us Together |
| 1973  | Warm Love                   | Sue Thompson | 53         | 52          | The Two of Us Together |
| 1975  | No One Will Ever Know       | Sue Thompson | —          | —           | Oh, How Love Changes   |
| 1975  | Oh, How Love Changes        | Sue Thompson | 36         | —           | Oh, How Love Changes   |
| 1975  | I Can't Tell My Heart That  | Sue Thompson | —          | —           | Oh, How Love Changes   |
| 1976  | Get Ready-Here I Come       | Sue Thompson | 98         | —           | Oh, How Love Changes   |
| 1976  | Let's Get Together          | Sue Thompson | —          | —           | Oh, How Love Changes   |